# Lake Louise (sjö)
Lake Louise är en sjö i Kanada.   Den ligger i provinsen Alberta, i den centrala delen av landet, 3 000 km väster om huvudstaden Ottawa. Lake Louise ligger 1 734 meter över havet. Arean är 0,80 kvadratkilometer. Den sträcker sig 1,2 kilometer i nord-sydlig riktning, och 1,5 kilometer i öst-västlig riktning.
I omgivningarna runt Lake Louise växer i huvudsak barrskog. Trakten runt Lake Louise är nära nog obefolkad, med mindre än två invånare per kvadratkilometer.